# FV Amicitia 01 Bockenheim
FV Amicitia 01 Bockenheim was een Duitse voetbalclub uit Frankfurt.  

## Geschiedenis
De club werd in 1901 opgericht in het Frankfurtse stadsdeel Bockenheim. De club sloot zich aan bij de Zuid-Duitse voetbalbond en nam in 1902/03 deel aan de kwalificatie voor de eindronde, waar ze meteen verloren van FC Germania 01 Bockenheim. Vanaf 1903 speelde de club in de Westmaincompetitie. In het eerste twee seizoenen eindigde de club zesde. In 1905/06 werd de club laatste. Nadat een aantal clubs uit Frankfurt werd overgeheveld naar de Zuidmaincompetitie had de club minder concurrentie en haalde zo de titel binnen in 1907. In de Zuid-Duitse eindronde kon de club echter geen potten breken. In 1909 fuseerde de club met Frankfurter FC 1902 en nam zo de naam Frankfurter FV Amicitia und 1902 aan.